# 120215 Kevinberry
120215 Kevinberry este o planetă minoră (asteroid) din centura de asteroizi. A fost descoperită pe 15 martie 2004 la Catalina Station⁠(d) de Catalina Sky Survey. 
Obiectul prezintă o orbită caracterizată de o semiaxă mare de 2,3334105424381 UAi, o excentricitate de 0,19, o înclinație de 6,1 ° în raport cu ecliptica.